# Michelle Nolden
Michelle Nolden (née vers 1973) est une actrice canadienne.

## Biographie
Elle a joué notamment dans ZOS: Zone of Separation (en), Numb3rs, Street Time (en), Invasion planète Terre, Hors du temps, Men with Brooms, Republic of Doyle. Elle a également écrit et réalisé le film Loonie. 
Nolden a été nommée pour un prix ACTRA et un prix Gemini. Elle est mariée à Chris Szarka. Le couple a un enfant nommé Alex,.

## Filmographie
| année | titre                         | rôle                             | Notes         |
| ----- | ----------------------------- | -------------------------------- | ------------- |
| 2000  | Blur                          | Anna                             |               |
| 2000  | Moon Palace                   | Alice                            | court métrage |
| 2001  | Century Hotel (en)            | Eloise                           |               |
| 2002  | Minor Adjustments (en)        | Clare                            | court métrage |
| 2002  | Winter Sun                    | Iona                             | court métrage |
| 2002  | Cybermutt                     | Juliet                           |               |
| 2002  | Men with Brooms               | Julie Foley                      |               |
| 2002  | Deceived                      | Smitty Turner                    |               |
| 2002  | You Stupid Man                |                                  |               |
| 2004  | Safe                          | Wrae                             | court-métrage |
| 2004  | Show Me                       | Sarah                            |               |
| 2005  | The Perfect Man               | Amber                            |               |
| 2005  | Lucid                         | Chandra                          |               |
| 2007  | All Hat (en)                  | Gena Stanton                     |               |
| 2007  | Cursing Hanley                | Margo                            | court métrage |
| 2007  | Congratulations Daisy Graham  | Young Daisy                      | court métrage |
| 2009  | St. Roz                       | Sharon Gold                      |               |
| 2009  | The Time Traveler's Wife (en) | Annette DeTamle                  |               |
| 2009  | Fading Fast                   | Jayne                            | court métrage |
| 2010  | Red                           | Michelle Cooper                  |               |
| 2012  | Foxfire                       | Well to do lady                  |               |
| 2013  | Haunter                       | Carol                            |               |
| 2013  | Carrie                        | Estelle Parsons (Deleted Scenes) |               |
| 2015  | A Christmas Horror Story (en) | EDiane Bauer                     |               |

| année     | titre                                          | rôle                           | Notes                                                                                              |
| --------- | ---------------------------------------------- | ------------------------------ | -------------------------------------------------------------------------------------------------- |
| 1998      | Power Play                                     | Head Cheerleader               | épisode : "Brothers in Arms"                                                                       |
| 1998      | Invasion planète Terre                         | Anna                           | épisode : "Destruction"                                                                            |
| 1999      | Sydney Fox, l'aventurière                      | Lori                           | épisode : "Smoking Gun"                                                                            |
| 1999      | Destins croisés                                | Melanie                        | épisode : "A Match Made in Heaven"                                                                 |
| 2000      | Foreign Objects                                | Drunken Woman                  | épisode : "Chaos and Order"                                                                        |
| 2000      | Who Killed Atlanta's Children? (en)            | GBI Assistant                  | téléfilm                                                                                           |
| 2000      | Nikita                                         | Monique Actrice                | épisode : "Line in the Sand" épisode : "Four Light Years Farther"                                  |
| 2000      | Invasion planète Terre                         | T'than                         | 5 épisodes                                                                                         |
| 2000      | The Zack Files (en)                            | Tara Bond                      | épisode : "Crypt Seeker"                                                                           |
| 2001      | Largo Winch                                    | Anya                           | épisode : "Endgame"                                                                                |
| 2001      | A Nero Wolfe Mystery (en)                      | Miss Bailey                    | épisode : "The Doorbell Rang"                                                                      |
| 2002      | A Nero Wolfe Mystery (en)                      | Helen Iacono                   | épisode : "Poison à la Carte"                                                                      |
| 2002      | You Belong to Me                               | Dee                            | téléfilm                                                                                           |
| 2002      | The 5th Quadrant                               | Dr. Jasmine Venus              | 1 épisode                                                                                          |
| 2002–2003 | Street Time                                    | Rachel Goldstein               | 32 épisodes                                                                                        |
| 2003      | Rudy: The Rudy Giuliani Story (en)             | Cristyne Lategano              | téléfilm                                                                                           |
| 2003      | Hemingway: That Summer in Paris                | Hadley Hemingway               | téléfilm                                                                                           |
| 2003      | Martha, Inc.: The Story of Martha Stewart (en) | Norma Collier                  | téléfilm                                                                                           |
| 2003      | Cybermutt (en)                                 | Juliet                         | téléfilm                                                                                           |
| 2004      | The Shields Stories (en)                       | Anne                           | épisode : "Various Miracles"                                                                       |
| 2004      | The Eleventh Hour (en)                         | Zoe Kent                       | épisode : "I'll Build Me an Island"                                                                |
| 2004      | Kevin Hill                                     | Robin Tate                     | épisode : "Pilot"                                                                                  |
| 2004      | ReGenesis                                      | Dr. Lauren Foley               | épisode : "The Trials" épisode : "Faint Hope"                                                      |
| 2005      | Falcon Beach                                   | Alex                           | téléfilm                                                                                           |
| 2005      | Betting on Love                                | Kylin                          | téléfilm                                                                                           |
| 2005      | Ghost Whisperer                                | Gwen Alexander                 | épisode : "Mended Hearts"                                                                          |
| 2005      | Les Experts : Miami                            | Valerie Naff                   | épisode : "Payback"                                                                                |
| 2006      | Preuve à l'appui (série télévisée)             | Dr. Amy Bowen                  | épisode : "Mysterious Ways" épisode : "Mace vs. Scalpel"                                           |
| 2006      | Everwood                                       | Kathy Carmody                  | épisode : "Enjoy the Ride" épisode : "Foreverwood: Part 1"                                         |
| 2006–2010 | Numb3rs                                        | Robin Brooks                   | 15 épisodes                                                                                        |
| 2007      | Rent-A-Goalie (série télévisée)                | Mrs. Almost                    | épisode : "Rabies Almost" épisode : "B-Boys"                                                       |
| 2008      | Would Be Kings (en)                            |                                | |
| 2009      | ZOS: Zone of Separation (en)                   | Sean Kuzak                     | 8 épisodes                                                                                         |
| 2010      | Cra$h & Burn (en)                              | Sonia DeRossi                  | épisode : "Lawyers, Guns & Money"                                                                  |
| 2010      | Rookie Blue                                    | Kathryn Leigh                  | épisode : "Girlfriend of the Year"                                                                 |
| 2011–2013 | Republic of Doyle                              | Allison Jenkins                | 15 épisodes                                                                                        |
| 2011      | Les Enquêtes de Murdoch                        | Rev. Mother / Susannah Murdoch | épisode : "Voices"                                                                                 |
| 2011      | The Listener (en)                              | Isabel Dessante                | épisode : "To Die For"                                                                             |
| 2011      | John A. : La naissance d'un pays               | Anne Brown                     | téléfilm                                                                                           |
| 2012      | Nikita                                         | Kathleen Spencer               | |
| 2012      | Saving Hope                                    | Dr. Dawn Bell                  | |
| 2012      | Covert Affairs                                 | Megan Carr                     | épisode : "Quicksand" épisode : "Scary Monsters (and Super Creeps)" épisodes : "Man in the Middle" |
| 2012      | Christmas Dance                                | Christine                      | téléfilm                                                                                           |
| 2012      | Flashpoint                                     | Professeur Butler              | épisode : "Keep the Peace - Part 1"                                                                |
| 2013      | Cracked                                        | Esme Belk-Wallace              | épisode : "The Light in Black"                                                                     |